# Justin Lemberg
Justin Lemberg (n. 23 august 1966, Brisbane, Queensland, Australia) este un înotător ce a reprezentat Australia, medaliat olimpic. A participat la o ediție a Jocurilor Olimpice (1984) în care a câștigat o medalie de bronz.

## Participări
Lista de mai jos prezintă principalele competiții la care a participat Justin Lemberg de-a lungul carierei.
- swimming at the 1984 Summer Olympics – men's 400 metre freestyle[*]